# Beast (film fra 2011)
 For alternative betydninger, se Beast. (Se også artikler, som begynder med Beast)
Beast er en film instrueret af Christoffer Boe efter eget manuskript.

## Handling
Beast er et psykologisk drama, der med et intenst blik ser på et ægteskab i opløsning, hvor frygten, kærligheden og hadet fortærer de to elskende. Bruno elsker Maxine, og hans kærlighed til hende er uudslukkelig. Men hendes kærlighed til ham har forandret sig. Maxine prøver at slippe væk - men Bruno vil ikke give slip. Selv ikke da han opdager, at Maxine er ham utro. Hvor langt har han tænkt sig at gå for at holde på sit livs kærlighed? Da Maxine endelig vil forlade Bruno for sin nye elsker, bliver Bruno pludseligt alvorlig syg, og hun må ændre sine planer. Hun kan ikke forlade ham nu - men hvor længe vil elskeren vente på hende? Og hvad er det, Bruno fejler? Det fører mod en slutning, hvor ikke alle kan blive lykkelige.